# 동당
동당(베트남어: Thị trấn Đồng Đăng / 市鎭同登)은 베트남 랑선성 까오록현의 시진이다. 동당은 베트남과 중국을 가로지르는 주요 도로와 철도가 통과하는 국경 도시로 가장 잘 알려져 있다. 국도 1A호선이 이곳을 지나간다.

## 개요
동당 역과 도시는 우의관 국경 교차로에서 몇 킬로미터 떨어져 있다. 동당은 중국과 연결되는 3개의 주요 국경 중 하나이다. 다른 것들은 해안 쪽 동쪽으로 광시의 몽까이-동싱이며, 그리고 북서쪽으로 150km 떨어진 내륙의 윈난의 라오까이-허커우이다. 네 번째 교차로는 짜린현- 롱방, 광시 좡족 자치구의 교차점이다.

## 역사
이 도시는 1885년 동당 전투의 장소였다.
1940년 9월 22일에 서명한 계약에도 불구하고 한 무리의 일본 장교들이 동당을 공격했고, 랑선을 포위 공격을 하여 일본 제국의 프랑스령 인도차이나 침공이 시작되었다. 1945년 3월에 일본군은 다시 공격했으며, 명호작전에서 가장 격렬한 싸움을 벌인 곳이었는데, 이는 통킹 소총병 중대와 식민지 포병대가 3일 동안 침략자들을 학살하기 전에 침략자들을 사살했을 때였다.
동당은 1979년에 일어난 중국-베트남 전쟁에서 중국과 베트남 군대 사이의 강력한 교전의 장이 되었다.

## 같이 보기
- 하노이-동당선
- 동당역